# Obrigação (título de crédito)

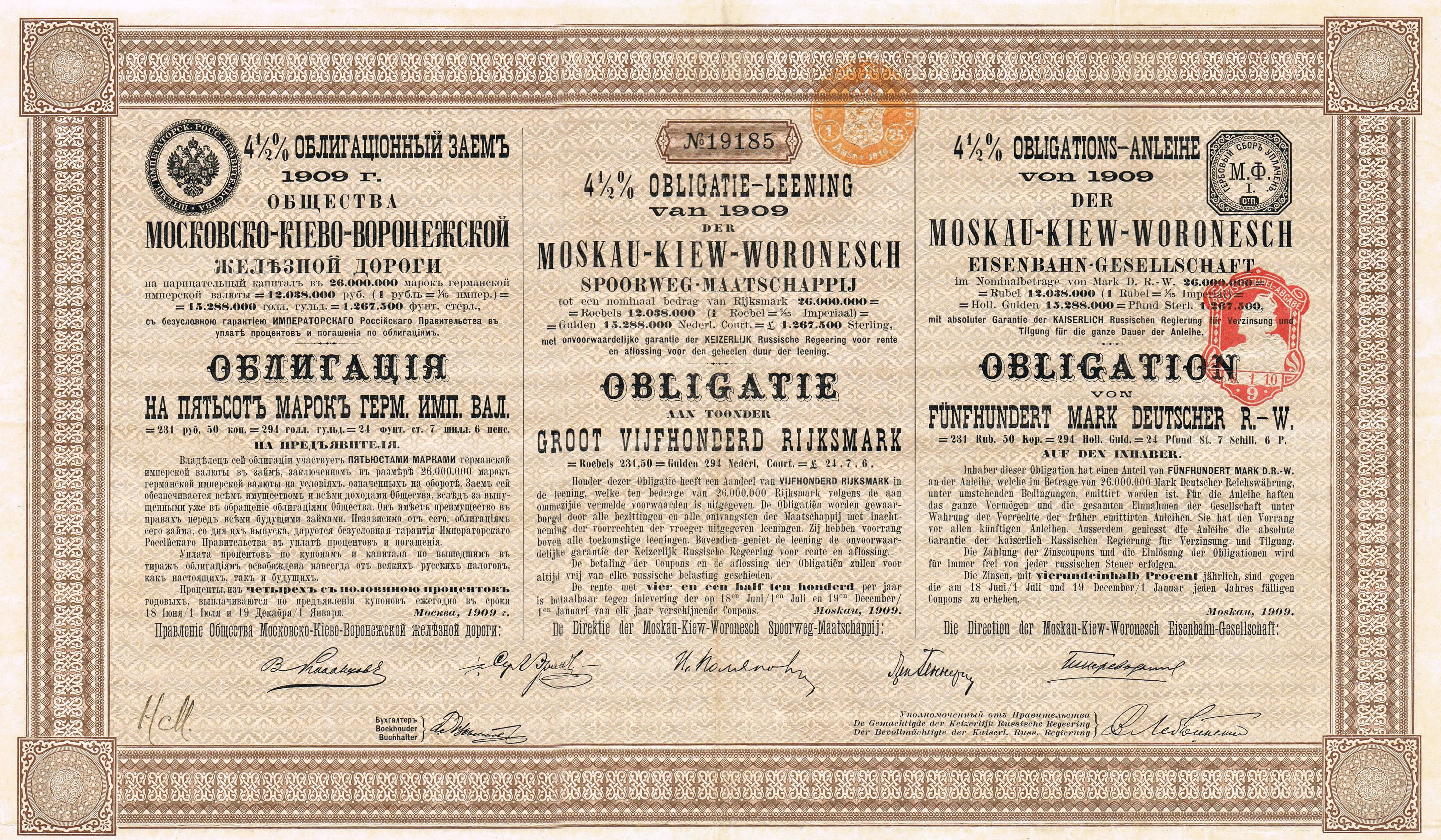
Obrigação da estrada ferroviária de Moscovo-Kiev-Voronezh.

Obrigação é um título de crédito, que confere ao seu titular o direito de receber periodicamente juros, e numa determinada data, o reembolso do capital mutuado. Tem como elemento principal a taxa de juro, o valor nominal, o preço de emissão, o valor do reembolso e o método de amortização. Normalmente é apelidada de título de rendimento fixo e podem ser emitidas ao par, abaixo do par ou acima do par. A amortização do título pode ser efectuada através de um único reembolso, ou de vários reembolsos, por redução ao valor nominal ou em várias anuidades, com amortização integral.

## Tipo de obrigações

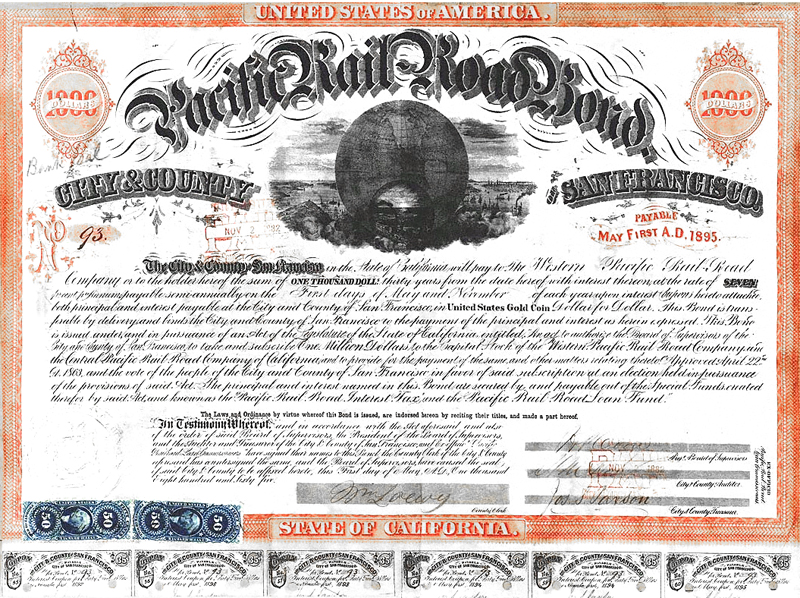
Obrigação da estrada ferroviária do Pacifico emitida pela cidade e o condado de San Francisco, CA. 01 de maio de 1865.

Os principais tipos de obrigações são:
* Convertíveis: Obrigações que conferem aos seus titulares o direito de conversão em acções da sociedade emitente. Estas obrigações só podem ser emitidas pelas sociedades cotadas na Bolsa de valores. Os obrigacionistas só têm direito ao juro das respectivas obrigações até ao momento da conversão, altura no qual a obrigação extingue-se. As obrigações convertíveis são um dos denominados instrumentos híbridos de financiamento. Aqui não há registo de nenhum movimento de cash flows, na medida em que a remuneração é paga em espécie. Quando uma empresa emite este tipo de obrigações, o que se verifica é uma diminuição da dívida e um aumento do capital próprio na estrutura de capitais da mesma. Há uma consolidação da dívida. Ao investidor interessa converter quando há uma valorização da empresa, isto é, quando o preço de conversão seja inferior ao preço de mercado. Nesta situação, consideramo-la em inglês:  in the money.
* Ordinárias: Obrigações sem qualquer característica particular, emitidas por sociedades anónimas ou por quotas. A sua emissão está sujeita a registo comercial e devem mencionar entre outros os elementos de menção obrigatória referidos no artigo 171º do CSC.
* Com Warrants: emitidas por sociedades com acções quotadas em bolsa, e conferem o direito à subscrição de uma ou várias acções a emitir pela sociedade em prazo determinado e pelo preço e demais condições previstos no momento da sua emissão. Os warrants são em inglês:  call options   , sendo o seu preço pago em dinheiro e tendo um prazo de exercício fixo. Aqui verificam-se movimentos de cash flows. A empresa, com a entrada de dinheiro, mantém a dívida, mas há um aumento de capital próprio. O direito do warrant pode ser vendido separadamente, ou seja, é destacável. Este tipo de instrumento híbrido de financiamento é bastante viável para empresas com um potencial de valorização grande, na medida em que uma vez que o warrant tem valor, o investidor é remunerado com um juro menor tendo como contrapartida um maior ganho potencial.
* Participadas: As obrigações participadas são participadas na medida em que participam nos resultados. Permitem aos credores beneficiar de uma eventual melhoria da situação da empresa. Este mecanismo híbrido de financiamento oferece uma solução que além de risco de crédito, é também afectada pelo risco de negócio.
* Cupom zero: Título que não paga juros periodicamente, sendo que o faz integramente no momento em que se amortiza. Em compensação, seu preço é inferior a seu valor nominal. Este tipo de obrigação não possui qualquer risco de reinvestimento dos cupões.
* De caixa: Emitidas por instituições de crédito, incorporam a obrigação de a entidade emitente pagar ao seu titular uma certa importância e os respectivos juros, em prazo não inferior a dois anos.
* Governamentais: são obrigações emitidas por um Governo nacional para financiar sua dívida pública interna.
* Perpétuas ou perpetuidades: São aqueles que nunca devolvem o valor nominal da obrigação, sendo que pagam juros (cupons) regularmente de forma indefinida. São as mais sensíveis às variações na taxa de juros.
Importa salientar que esta lista de mecanismos híbridos de financiamento apenas enuncia os mais comuns. A imaginação financeira pode conceber mecanismos que possuam elementos próprios das acções e das obrigações, a fim de se conseguir o melhor resultado possível para a empresa. Essa imaginação financeira é competência dos gestores e pode ser a chave para a maximização do valor de uma empresa.